# Аврус, Анатолий Ихильевич
Анато́лий Ихи́льевич (Ильич)  А́врус (8 января 1930, Шаргород, Винницкая область, УССР — 5 июля 2017, Москва) — советский и российский историк, доктор исторических наук (1980), профессор (1982).

## Биография
Родился в Шаргороде. Отец — Ихиль Элевич Аврус (1905—1980), уроженец Ямполя, юрист, участник Великой Отечественной войны, майор юстиции (военмайор второго ранга), прокурор 287-й стрелковой дивизии 3-й армии, кавалер ордена «Красной Звезды» (1943), боевых наград. Мать — Тамара Исааковна Айзин (1902—1987).
Окончил среднюю школу № 19 г. Саратова с золотой медалью (1947) и исторический факультет Саратовского Государственного университета им. Н. Г. Чернышевского. (1952). Учителя: Л. А. Дербов, В. Б. Островский, Я. А. Эльфонд.
Начал трудовую деятельность в качестве преподавателя истории техникума физической культуры. Преподавал в Саратовском сельскохозяйственном институте. В 1980 году защитил докторскую диссертацию в Ленинградской высшей партийной школе.
В 1994—2014 годах — преподаватель, доцент профессор кафедры отечественной истории в новейшее время исторического факультета (с 2007 года — Институт истории и международных отношений — ИИМО) СГУ / НИУ СГУ им. Н. Г. Чернышевского.
Действительный член Академии военных наук (с 1996). Член президиума Поволжского отделения Академии военных наук, член НТС Министерства образования Саратовской области. Являлся почётным профессором СГУ, членом редколлегий журналов «Клио» (Санкт-Петербург), «Известия Саратовского университета. Новая серия», членом редакционного совета журнала «Интеллигенция и мир» (Иваново). Подготовил более 40 кандидатов наук и 4 докторов наук (А. Герман, Г. Лобачева, Н. Кузнецова, Э. Костяев).

## Научные интересы
- История России XX в
- Политическая история
- История революционного движения
- История российских университетов
- Историческая биография
- История спорта

## Основные работы
- Деятельность партийных организаций по привлечению трудящихся к управлению производством в годы семилетки: (По материалам работы постоянно действующих производ. совещаний пром. предприятий) : Автореферат дис. на соискание учен. степени канд. ист. наук / Сарат. гос. ун-т им. Н. Г. Чернышевского. Саратов : [б. и.], 1966. 24 с.
- МОПР — организация пролетарской солидарности в борьбе против террора и фашизма (1922—1939 гг.) : диссертация … доктора исторических наук : 07.00.04. Саратов, 1979. 518 с.

Книги
- МОПР в борьбе против террора и фашизма, 1922—1939 / под ред. Л. Г. Бабиченко. Саратов : Изд-во Сарат. ун-та, 1976. 263 с.
- Верность пролетарскому интернационализму : Очерки истории сов. секции Междунар. орг. помощи борцам революции, 1922—1948 / А. И. Аврус, Л. Г. Бабиченко, Ю. А. Львунин. Саратов : Изд-во Сарат. ун-та, 1983. 150 с.
- История российских университетов: курс лекций. — Саратов : Гос. учеб.-науч. центр «Колледж», 1998. — 126 с.; ISBN 5-900641-63-5 : 300 экз.
  - История российских университетов : курс лекций / Сарат. гос. ун-т им. Н. Г. Чернышевского. 2-е изд., перераб. и доп. Саратов: Изд-во Сарат. ун-та, 2005. — 168, [2] с.
- Противостояние или сотрудничество: международные связи советских спортсменов в 1920-е годы / А. И. Аврус, А. А. Васильев. Саратов : Изд-во Сарат. ун-та, 2002. 98, [3] с.; ISBN 5-292-02899-1
- История Саратовского государственного университета: курс лекций / Саратовский гос. ун-т им. Н. Г. Чернышевского, Ин-т истории и международных отношений СГУ. Саратов: Наука, 2011. 175 с.
- О друзьях — товарищах и других. Саратов: Изд-во Саратовского ун-та, 2012. 232, [1] с.
- От Хвалынска до Нью_Йорка: жизнь и общественно-политическая деятельность В. М. Чернова. Саратов: Изд-во Саратовского университета, 2013. 297, [2] с. : ил. (в соавт.)
- Виктор Чернов: судьба русского социалиста. М.: Ключ-С, 2015. 367 с., [8] л. ил. (в соавт.)
- «…Собранье пестрых глав…». Из воспоминаний профессора Саратовского государственного университета. СПб.: Полторак, 2017. 219 с. ISBN 978-5-904819-96-5

Статьи
- Ю. Мартов — политический деятель, публицист, человек // Проблемы политологии и политической истории. Вып.2. Саратов, 1993. С.31—35.
- Ю. О. Мартов о советско-польской войне 1920 года // Военно-исторические исследования в Поволжье. Саратов, 1997. Вып. 2. — С. 151—157.
- Забытый двумя Россиями // Саратов: Столица Поволжья. 2002, 30 апреля. (в соавт.)
- Материалы к родословной В. М. Чернова / Публ. подгот. А. И. Аврус, З. Е. Гусакова и А. П. Новиков // Исторический архив. 2002. № 3. С. 171—185.
- Эсеровский журнал «За Свободу» о внутренней и внешней политике СССР в годы Великой Отечественной войны // Военно-исторические исследования в Поволжье. Сб. науч. тр. Вып. 5. Саратов: Изд-во Сарат. ун-та, 2003. С. 313—323. (в соавт.)
- Рец. на кн.: Суомела Ю. Зарубежная Россия. — СПб.: Коло, 2004. 352 с. // Отечественная история. 2006. № 2. С. 173—175 (в соавт.)
- Неточности в биографических сведениях о В. М. Чернове // Вопросы истории. 2006. № 7. С. 174—175
- Аванпост социализма // Мировая социал-демократия: Теория, история и современность. Мат. межд. конф., Москва, 25 — 26 июня 2003 г. — М.: Собрание, 2006. — С. 420—426. (в соавт.
- Одиссей трех эмиграций // Саратовские вести. 2008. 18 декабря. (в соавт.)
- Университет строится. . . // Известия Саратовского университета. Новая серия. Серия История. Международные отношения. 2009.
- Физики. Взгляд со стороны // Известия высших учебных заведений. Прикладная нелинейная динамика. 2011, т. 19, № 3
- Дискуссия в рядах меньшевиков о совместимости понятий «интернационализм» и «оборончество» в период первой мировой войны // Клио. 2012. № 12 (72). С. 50-57. (в соавт.)
- Почему и как я стал историком? // Известия Саратовского университета. Новая серия. Сер.: История. Международные отношения. 2013. Вып. 4. С. 106—113 .
- «Юность комсомольская моя…»: страницы воспоминаний // История и историческая память. 2014. № 9. С.214-232.
- Финский историк о российском социалисте // Клио. 2016. № 1. С. 192—195 (в соавт.)

## Память
К 95-летию со дня рождения А. И. Авруса в январе 2025 г. Саратовском университете открыта выставка.